# Попович Мирослав Володимирович
Миросла́в Володи́мирович Попо́вич (12 квітня 1930, Житомир — 10 лютого 2018, Київ) — радянський та український філософ, академік НАН України, Заслужений діяч науки і техніки України, доктор філософських наук, професор, педагог, фахівець у галузі культурології, логіки та методології науки, історії української культури, директор Інституту філософії імені Г. С. Сковороди НАН України (2001—2018), завідувач відділом логіки та методології науки Інституту філософії.

## Життєпис
Народився 12 квітня 1930 року в Житомирі. З 1930 року мешкав в місті Ізяслав. Вчився в середній школі № 1, де вчителювали його батьки — Олександра Рутківська і Володимир Попович.
- 1941 року на фронті німецько-радянської війни загинув батько.
- 1946 року Мирослав Попович, разом із братом Володимиром і матір'ю, яка під час німецької окупації працювала в друкарні «Заславського вісника», під загрозою переслідувань переїхали до діда в Народичі.
- 1948 — закінчив Народицьку середню школу № 1.
- 1948—1953 — студент філософського факультету Київського університету ім. Шевченка.
- 1953—1956 — директор і вчитель історії середньої школи у селищі Золотий Потік Золотопотіцького району Тернопільської області.
- 1956, серпень — звільнений з посади директора, переведений вчителем до школи у селі Порхова того ж району[3]
- 1956—1959 — аспірант Інституту філософії АН України.
 1959 — молодший науковий співробітник реферативної групи Інституту філософії АН України.
- 1960 — захист кандидатської дисертації «Ірраціоналізм у сучасній французькій філософії» (рос. “Иррационализм в современной французской буржуазной философии”).
- 1960 — присуджено науковий ступінь кандидата філософських наук.
- 1961 — в. о. вченого секретаря Інституту філософії АН України.
- 1962 — старший науковий співробітник відділу діалектичного матеріалізму.
- 1965 — присвоєне вчене звання старшого наукового співробітника.
- 1966 — захист докторської дисертації на тему: «Філософський аналіз мови науки» (рос. “О философском анализе языка науки”).
- 1967 — в.о. завідувача відділом методології, методики і техніки соціальних досліджень Інституту філософії АН України.
- 1967 — присуджено науковий ступінь доктора філософських наук.
- 1969 — завідувач відділом логіки наукового пізнання Інституту філософії АН України.
- 1970 — нагороджений медаллю рос. “За доблестный труд. В ознаменование 100-летия со дня рождения В.И.Ленина”.
- 1974 — присвоєне вчене звання професора.
- 1982 — нагороджений медаллю рос. “В память 1500-летия Киева”.
- 1984 — завідувач відділом логіки наукового пізнання та філософських основ природознавства Інституту філософії.
- 1986 — завідувач відділу філософії, логіки та методології науки Інституту філософії АН України.
- 1989 — голова першого осередку Руху.
 — член Капітули україно-польського порозуміння.
 — член Комітету з Державних премій України (гуманітарна секція).
 — член Комітету з Національних премій України ім. Тараса Шевченка.
- 1992 — обраний членом-кореспондентом НАН України.
 — Президент Філософського товариства України.
 — Президент товариства «Україна-Франція».
- 1996 — завідувач відділу логіки та методології науки Інституту філософії АН України.
- 1996 — нагороджений відзнакою Президента України — орденом «За заслуги» III ступеня.
- 2000 — присвоєно почесне звання «Заслужений діяч науки і техніки України».
- 2001 — присуджена національна премія України ім. Тараса Шевченка.
- 2001 — виконувач обов'язків директора Інституту філософії ім. Г. С. Сковороди НАН України.
- 2001 — нагороджений премією ім. В. І. Вернадського Фонду інтелектуальної співпраці «Україна — XXI століття».
- 2002 — лауреат шостої загальнонаціональної програми «Людина року-2001» в номінації «Вчений року».
- 2002 — директор Інституту філософії імені Г. С. Сковороди НАН України.
- 2003 — академік НАН України.
- 2003 — премія «Людина року-2003» в номінації «Вчений року».
- 2005 — кавалер ордена Ярослава Мудрого V ступеня.
- 2005 — французький орден Почесного легіону.
- 2006 — відзнака НАН України «За наукові досягнення».
- 2008 — «Золота медаль ім. В. І. Вернадського НАН України».
- 2009 — Почесний доктор Київського національного університету імені Тараса Шевченка.
- 2015 — Почесний професор Національного університету «Києво-Могилянська академія» Один з учасників ініціативної групи «Першого грудня».[4]

Головний редактор наукового журналу «Філософська думка», член редколегій часописів «Вища школа», «Людина і Політика», «Наукові записки Національного університету „Києво-Могилянська академія“. Серія Філософія».

Могила Мирослава Поповича, Байкове кладовище

### Смерть
Помер після операції на серці 10 лютого 2018 року у Києві на 88 році життя. Прощальна церемонія відбулася 13 лютого 2018 року у Великому конференц-залі Національної академії наук України. У церемонії взяв участь Президент України Петро Порошенко. Був похований 13 лютого на Байковому кладовищі (ділянка № 33).

### Вшанування пам'яті
Через декілька днів після смерті Поповича, на сайті Київської міської ради була подана електронна петиція з пропозицією перейменувати на його честь вулицю Семашка, у Святошинському районі Києва, де він провів останні роки життя (не набрала достатньої кількості голосів). 8 вересня 2022 року вулицю Семашка у Святошинському районі Києва, на якій проживав філософ, було перейменовано на вулицю Мирослава Поповича.
Указом Президента України № 32/2018 від 14 лютого 2018 року, Поповича за визначні заслуги перед Україною посмертно нагороджено Орденом Свободи.
28 січня 2022 року ім'я Мирослава Поповича присвоєно Ізяславському ліцею № 1.

## Сутнісні публікації
- «Похід проти розуму: Ірраціоналізм у сучасній французькій буржуазній філософії» (1960)
- «О философском анализе языка науки» (1966)
- «Логіка і наукове пізнання» (1971)
- «Философские вопросы семантики» (1975)
- «Очерк истории логических идей в культурно-историческом контексте» (1979)
- «Григорій Сковорода» (1984, співав)
- «Мировоззрение древних славян». Київ, Наукова думка, 1985. — 168 с.[недоступне посилання з вересня 2019] (EBook 2016, pdf)
- «Микола Гоголь» (1989)
- «Україна і Європа: праві і ліві» (1996)
- «Раціональність і виміри людського буття» (1997)
- «Нарис історії культури України» (1998) ISBN 966-505-205-5
- «Універсальний словник-енциклопедія» (1999, головний редактор)
- «Червоне століття» (2005) (pdf)
- «Бути людиною» (2011)
- «Філософія свободи» (2018)

## Відзнаки
- 1992 — Член-кореспондент АН України
- 1996 — Орден «За заслуги» ІІІ ст. — за заслуги у розвитку філософської науки, багаторічну плідну наукову діяльність[15]
- 2000 — Заслужений діяч науки і техніки України — за самовіддану працю, вагомі досягнення у професійній діяльності[16]
- 2001 — лауреат Національної премії України ім. Т. Г. Шевченка — за книгу «Нарис історії культури України» [17]
- 2002 — Орден «За інтелектуальну відвагу» — за значний внесок у поглиблення і розвиток європейськості української політичної та філософської думки [18]
- 2003 — Дійсний член (академік) Національної Академії Наук України
- 2005 — орден князя Ярослава Мудрого V ст. — за визначні особисті заслуги в розвитку філософської науки, багатогранну дослідницьку діяльність у галузі національної духовної та політичної культури[19]
- 2005 — орден Почесного легіону (Франція)
- 2007 — Золота медаль імені В. І. Вернадського Національної академії наук України
- 2009 — Почесний доктор Київського національного університету імені Тараса Шевченка[20]
- 2016 — Відзнака Президента України ювілейна медаль «25 років незалежності України» (2016).[21]
- 2018 — Орден Свободи (посмертно; згідно з Указом Президента України 32/2018) — за визначні особисті заслуги в утвердженні суверенітету та незалежності України, консолідації українського суспільства і розвитку демократії, багаторічну плідну наукову та громадсько-політичну діяльність)[13]